# بریانا ویلیامز
بریانا ویلیامز (انگلیسی: Briana Williams؛ زادهٔ ۲۱ مارس ۲۰۰۲) دونده زن اهل جامائیکا است.